# Åsa Lind
Åsa Lind, född 1958 i Karbäcken i Tåsjö församling i Ångermanland, är en svensk barn- och ungdomsboksförfattare.
Lind är bosatt i Stockholm. Hon har tidigare arbetat som journalist och på restaurang men är nu författare på heltid. Lind belönades 2003 med Nils Holgersson-plaketten och fick 2014 Kulla-Gulla-priset. Lind är ledamot av Svenska Barnboksakademin. 

## Priser och utmärkelser
- 2003 – Nils Holgersson-plaketten för Sandvargen
- 2014 – Kulla-Gulla-priset
- 2015 – Bokjuryn kategori 0–6 år för Äskil äter träd
- 2020 – Snöbollen för Kom dagen, kom natten[5]